# ヘッドロック

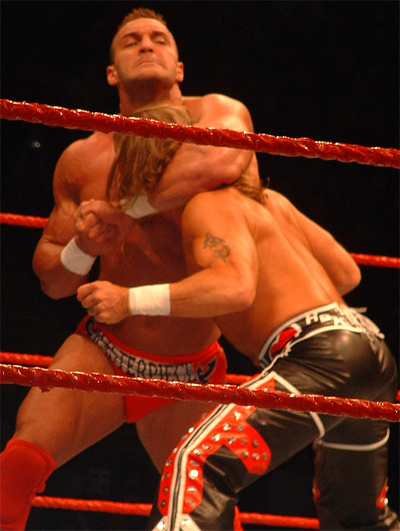
クリス・マスターズによるスタンドでのサイドヘッドロック。

ヘッドロック（Headlock）は、プロレス技の一種である。日本名は頭蓋骨固め。ヘッド・チャンスリーとも呼ばれる。単にヘッドロックと称する場合は相手の頭を脇に抱えて締め上げるサイド・ヘッドロックのことを指すことが多く、サイド・ヘッドロックはリバース・チャンスリー、サイド・チャンスリーとも呼ばれている。

## 概要
ロックアップ（カラー・アンド・エルボー）の体勢から繰り出すことができ、派生技、連絡技、返し技も数多く存在するため、プロレスにおいては基本技の一つとされている。極まった場合こめかみ、あるいは頚部が圧迫され激痛を伴う。
第二次世界大戦前のプロレスではエド・ルイスらがフィニッシュ・ホールドとして使用していた。ルイスの弟子であるルー・テーズがフィニッシュ・ホールドとして愛用していたバックドロップは、相手にヘッドロックをかけさせた状態から相手の背後へ回り込み反り投げるものであった。ヘッドロックを仕掛ければ相手も同じ技で応戦したがるため、テーズ自身もバックドロップの布石としての、この技の仕掛けを研究していたという逸話が伝えられている。
しかし、1970年代以降は試合序盤での基本技または、つなぎ技として使われることが多くなり、フィニッシュ・ホールドとして使われることは少なくなっていった。時々、全日本プロレスで、小橋健太が渕正信をヘッドロック・ホールドで、そのままピンフォールを奪ったり（1994年）、秋山準が志賀賢太郎からヘッドロックでギブアップを取ったこと（2000年）があった。
スタンドのサイドヘッドロックについてはプロレス以外では捨身で倒れ込まれると逆転されやすいのでほとんど使用されない。

## 主な使用者
- エド・ルイス - 絞めの強さからザ・ストラングラー（絞殺者）の異名を取った。
- ダニー・ホッジ - 並外れた怪力の持ち主だったため、その規格外の威力からホッジ・ヘッドロックという固有名称で呼ばれた。
- ボブ・バックランド - 素人乱入に対し相手を屈伏させるために使用することが多かったという。簡単な技でもレスラーが使うと凶器になることを示していた。
- ジャイアント馬場 - 全盛期にはインターナショナルヘビー級王座やPWFヘビー級王座の防衛戦においてヘッドロックを多用していた。
- 垣原賢人 - ビル・ロビンソンから指導を受けてグラウンド・ヘッドロックを使用していた。

## 種類
スタンドのサイド・ヘッドロック以外のヘッドロックには以下のものがある。

### グラウンド・ヘッドロック
グラウンド上で横に倒れた体勢でサイド・ヘッドロックを仕掛けるもの。柔道、レスリング、総合格闘技においても使用される。
戦極 〜第三陣〜において吉田秀彦はモーリス・スミスに対し袈裟固のグラウンド・ヘッドロックでタップアウトを奪った。吉田が経営している吉田道場の門下生で同じく総合格闘家の中村和裕が語るところによれば、吉田のヘッドロックは極める部位や体重移動などに彼独自のコツがあり、無理に堪えればそのまま絞め落とされる可能性もあるという。
下からのグラウンド・ヘッドロックは腕挫十字固で逆転しやすくタブーとされるが、2023年2月、柔道家で総合格闘家の三浦彩佳はブラジリアン柔術のダニエル・ケリーとのグラップリングで多用したが判定負けに持ちこんだ。
2019年には、ケンカでグラウンド・ヘッドロックをかけた一般男性が相手を死亡させる事件も発生した。

### フロント・ヘッドロック
がぶり状態からヘッドロックを仕掛けるもの。立った状態でかける時と座った状態でかける時がある。この体勢からネックブリーカーに移行するパターンもある。
類似技に喉あるいは頸動脈を絞めるフロント・チョーク（ギロチン・チョーク、フロント・チョーク・スリーパー、フロント・スリーパー）や首関節を攻撃するフロント・ネックチャンスリー（フロント・ネックロック）がある。

### ブルドッギング・ヘッドロック

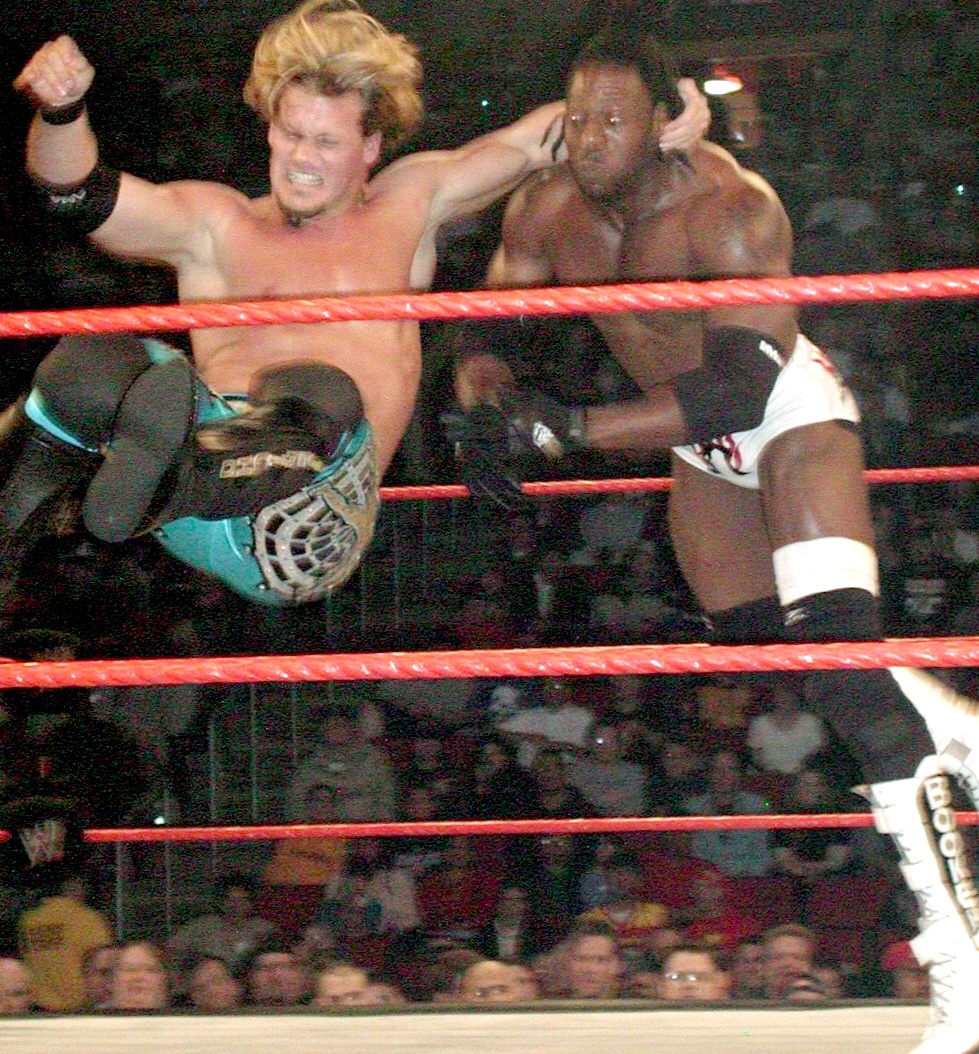
クリス・ジェリコによるワンハンド・ブルドッグ。

単にブルドッグともいう。相手の頭をヘッドロックしたまま対角線上にリングを走り、そのままジャンプして倒れ込んで相手を頸部や顔面からマットに叩きつける。
この場合のブルドッグは犬種のことではなく、動詞のBulldog（牛や鹿の角を掴みねじり倒す）から由来している。誤った表記ではあるが日本ではブルドッキングという名称が使われることもある。
カウボーイが牛を捕える動作をプロレスに応用した技として、カウボーイ・ボブ・エリスが考案。エリス以降もテキサス・マッケンジー、ブラックジャック・ランザ、ボビー・ダンカン、スコット・ケーシー、サム・ヒューストン、ジミー・ジャック・ファンクなど、カウボーイのギミックを用いたレスラーが得意技とした。アドリアン・アドニスは肘を首筋を当てて押しつぶすような独特のスタイルを用い、WWFではアドラブル・ドッグ（Adorable Dog）の名称で使用していた。日本ではラッシャー木村、谷津嘉章、越中詩郎、中西学、菊タローなどが主な使用者である。
相手をヘッドロックせず髪の毛や後頭部を掴んで顔面から叩きつけるとワンハンド・ブルドッグもしくは日本ではフェイス・クラッシャー（顔面砕き）とも呼ばれている。主な使用者には、クリス・ジェリコ、ジョン・シナ、武藤敬司などがいる。ティム・ホーナーはコーナー最上段からリング内の相手にダイビング式で放った。

## 連絡技
スタンディングで相手をヘッドロックの体勢に捕らたとしても、完全に相手を制圧した体勢ではないため、フライング・メイヤーなどの投げ技に移行する場合も多い。初代タイガーマスクは相手をヘッドロックに捕らえた体勢からフックを解いて自分の体を錐揉み状に回転させて後方へ移動し、最後は相手をカニ挟みで倒すタイガースピンという技を得意としていた。

## 類似技

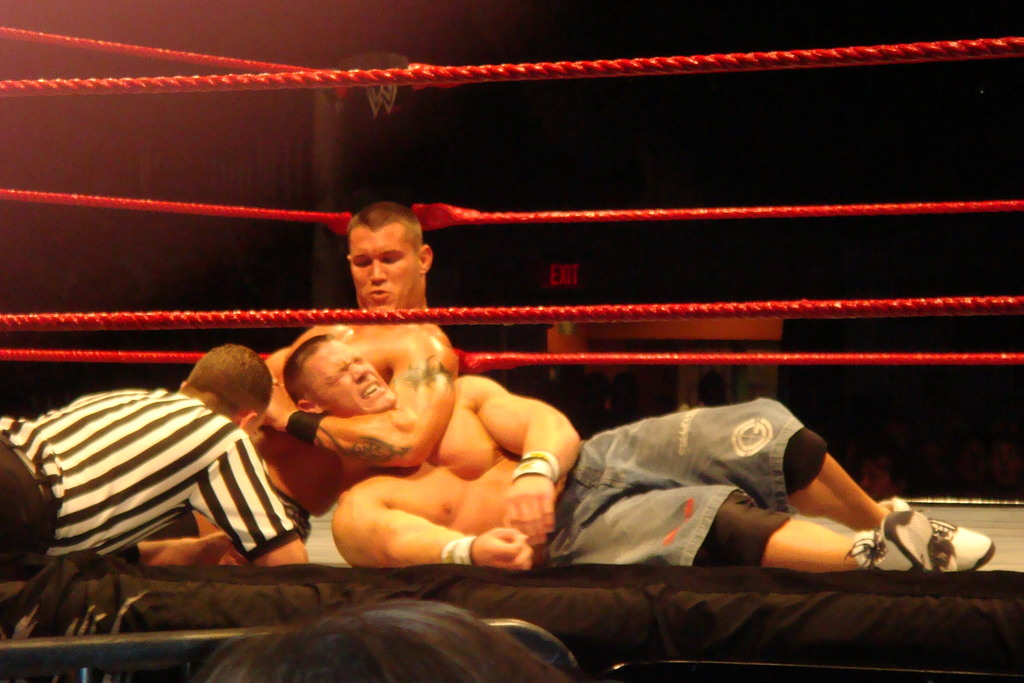
ランディ・オートンによるチンロック。

スリーパー・ホールド
相手の背面からの首締め。
フェイスロック
相手の背面から顔面の輪郭を覆う様にロックする。
チンロック
チンとは「顎」の意で顎と上頭部をフックして首を捻る。

## 返し技
ヘッドロックには多様な返し技が存在する。以下に一例をあげる。
- バックドロップ
- ラテラル - バックドロップを狙う体勢から座り込みながら相手の足を払い倒す。柔道の抱分の類似技。
- 強引に首を抜いてバックを取る
- 強引に首を抜きながら相手をロープに振る
- ワンハンド・バックブリーカー